# Corneliskondre
Corneliskondre is een plaats in het bestuursressort Boven-Coppename in het district Sipaliwini, Suriname.
De inwoners zijn inheemsen van het volk Karaïben (Kari’na). De kapitein van het dorp is Jules April (stand 2020). Het dorpshoofd is aangesloten bij de Vereniging Inheemse Dorpshoofden Suriname (VIDS)
Het dorp heeft onder meer een school, een gezondheidscentrum van de Medische Zending, en een vakantieresort aan de Wajamborivier.
In Corneliskondre bevindt zich een kliniek. Het beheer was in handen van de Medische Zending die het op 1 november 2017 overdroeg aan het Mungra Medisch Centrum uit Nieuw-Nickerie.

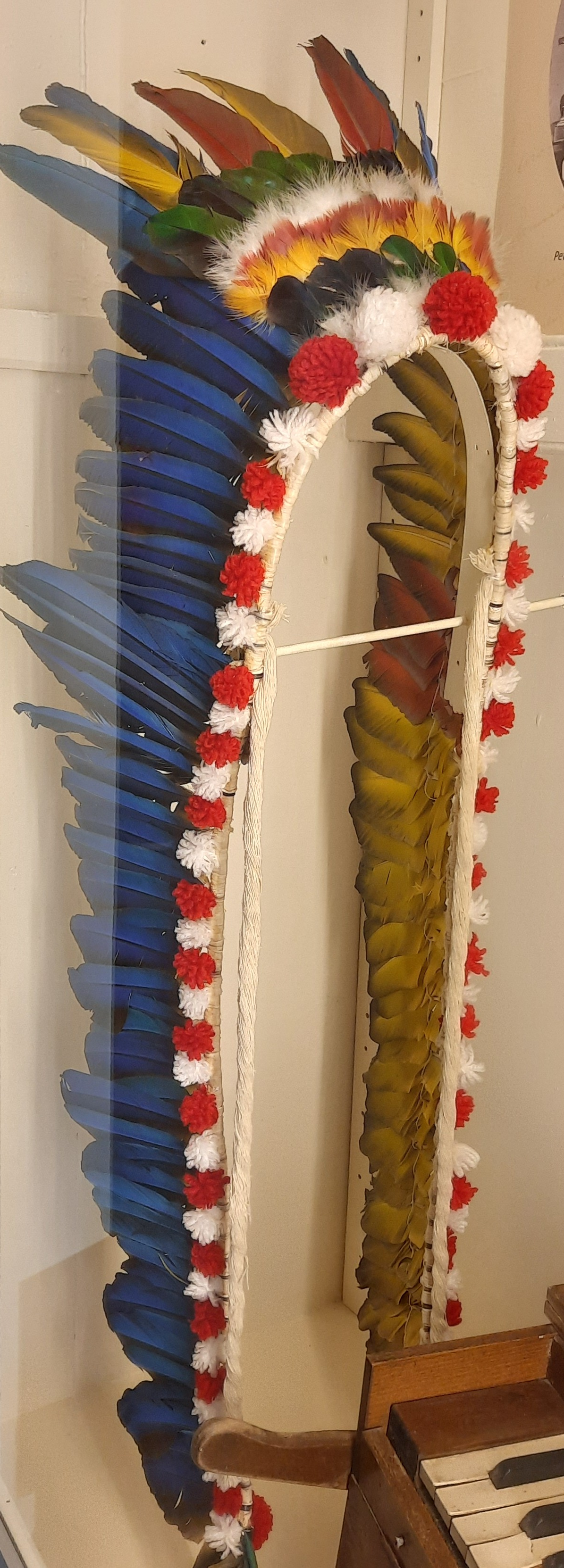
Hoofdtooi in het Kerkelijk Museum, gemaakt door George Ajukana uit Corneliskondre; de nederzetting is ooit bezocht door Petrus Donders.

Corneliskondre · Donderskamp · Kaaimanston · Witagron